# Oksana Makar
Koordinaten: 46° 58′ N, 31° 59′ O
Oksana Makar (ukrainisch Оксана Макар; * 11. Juni 1993; † 29. März 2012 in Mykolajiw) wurde im Alter von 18 Jahren am 8. März 2012 in Mykolajiw (Ukraine) vergewaltigt, stranguliert, angezündet und zum Sterben zurückgelassen. Sie starb drei Wochen später. Ihr Schicksal wurde zu einem Fall von trauriger Berühmtheit, als nur einer der Täter von der Polizei beschuldigt wurde. Die beiden anderen, deren Eltern Berichten zufolge ehemalige Regierungsbeamte waren, wurden auf Polizeikaution freigelassen, angeblich wegen persönlicher Beziehungen ihrer Eltern. Sie wurden später erneut verhaftet, nach öffentlichem Aufschrei und Massenprotesten am 13. März 2012. Proteste für ein gerechtes Urteil sowie Spendensammlungen und Blutspenden für das Opfer wurden nach der Verhaftung fortgesetzt.

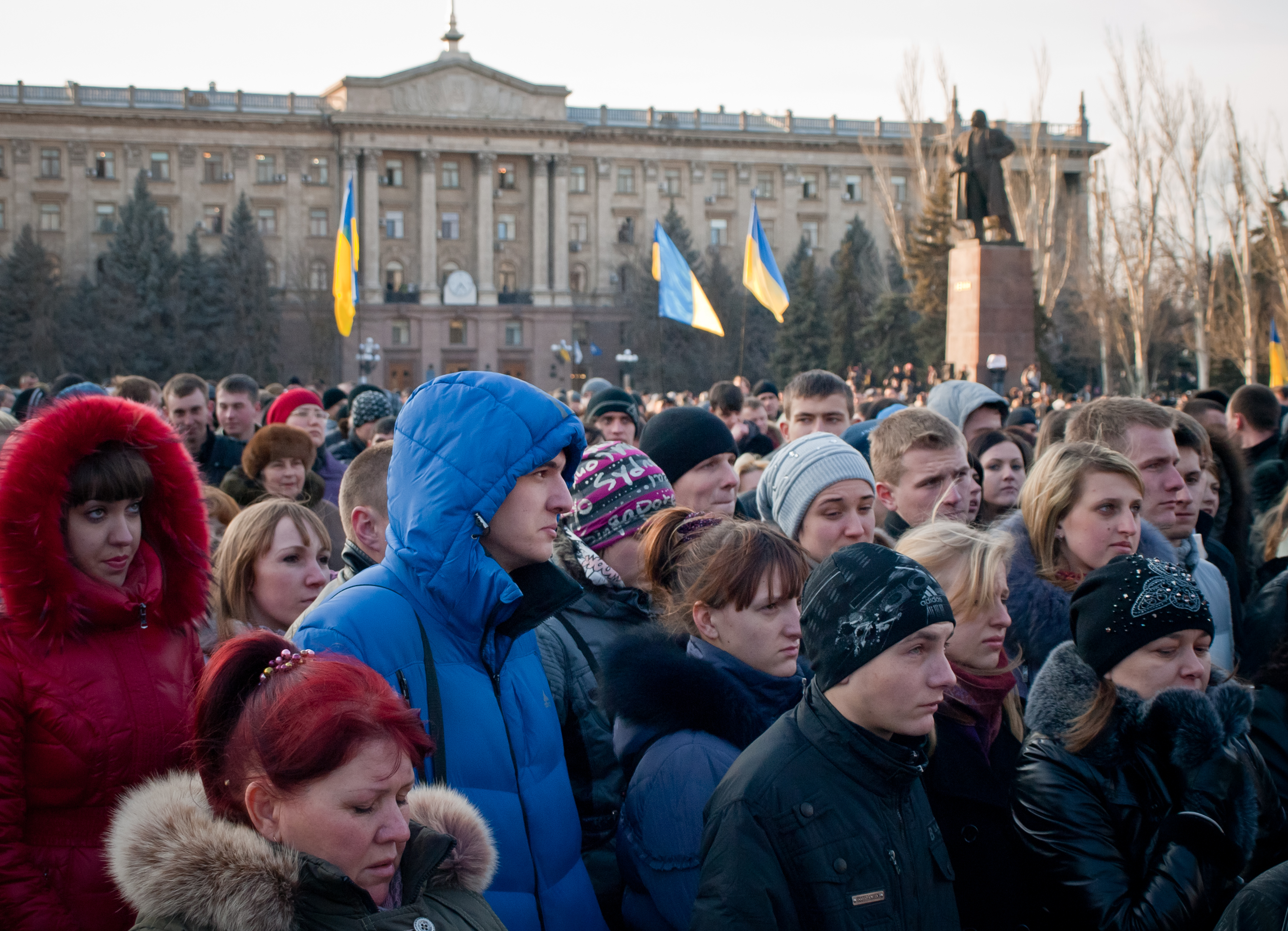
Unterstützungsdemonstration für Makar am 15. März 2012 in Mykolajiw

## In den Fall verwickelte Personen

### Oksana Makar
Oksana Serhijiwna Makar (Оксана Сергіївна Макар) verbrachte einen Großteil ihrer Kindheit in einem Waisenhaus, nachdem sowohl ihr Vater als auch ihr Stiefvater wegen illegalem Drogenhandel verhaftet worden waren und ihre Mutter wegen Räuberei überführt und zu drei Jahren Gefängnis verurteilt wurde. Sie besuchte nur sechs Jahre die Schule, lief vom Waisenhaus weg und lebte auf sich allein gestellt an verschiedenen Orten, verlassen von ihren Eltern, und begann mit Bagatelldiebstahl und Prostitution ab dem 11. Lebensjahr. Dies führte später zu Problemen bei ihrer Vermittelbarkeit in Arbeit.

### Jewhen Krasnoschtschok
Jewhen Krasnoschtschok (Євген Краснощок), der Hauptverdächtige, verließ sein Elternhaus mit 17 Jahren und arbeitete in verschiedenen unansehnlichen Jobs. Er lebte in einem Wohnheim mit seiner Frau und seiner einjährigen Tochter. Krasnoschtschok verblieb seit seiner Verhaftung am 11. März in polizeilichem Arrest.

### Maksym Prisjaschnjuk
Maksym Prisjaschnjuk (Максим Присяжнюк) arbeitete als Anwalt in der Kulturabteilung des Stadtrates von Mykolajiw. Seine Adoptivmutter war Leiterin des Bezirksrats von Jelanets, ehe sie sich 2009 zur Ruhe setzte. (Anm.: Еланець/Yelanets liegt 20 Kilometer nördlich von Mykolajiw.) Prisjaschnjuk wurde am 11. März 2012 verhaftet, auf Polizeikaution freigelassen und nach öffentlichen Protesten erneut verhaftet. Prisjaschnjuk war Mitglied in der Jugendorganisation der Partei der Regionen, wurde 2010 jedoch aus ihren Reihen ausgeschlossen. Prisjaschnjuk setzte dann seine politische Laufbahn fort als Mitglied der Geeinten Mitte, war jedoch – laut dieser Partei – nie Mitglied gewesen und hatte nur freiwillig bei ihr während der Kommunalwahlen der Ukraine 2010 gearbeitet.

### Artem Pogosjan
Zunächst wurde berichtet, dass der Vater von Artem Pogosjan (Артем Погосян) früher als höherer Beamter im Büro des Bezirksstaatsanwalts in Mykolajiw gearbeitet habe. Polizeiangaben zufolge arbeitete sein Vater als Handarbeiter und starb im Januar 2012; seine Mutter ist Bibliothekarin. Pogasjan wurde am 11. März 2012 verhaftet, auf Polizeikaution freigelassen und später aufgrund der öffentlichen Proteste wieder verhaftet.

## Der Überfall
Makar wurde angeblich in der Nacht vom 8./9. März 2012 in Mykolajiw (Südukraine) von drei Männern angegriffen. Es liegen widersprüchliche Aussagen über die Einzelheiten vor, wie die Verdächtigen und das Opfer sich kennenlernten und was am Abend des Mordes geschah, aber es ist unstrittig, dass sie mindestens zwei ihrer Angreifer in der Kneipe namens „Rybka“ in Mykolajiw traf und sie zusammen in ein Apartment gingen, das einem der mutmaßlichen Angreifer gehörte. Es wurde behauptet, dass Prisjaschnjuk Makar bereits kannte, ehe sie sich am 8. März trafen und das Verbrechen geplant hatten, obwohl dies von Makars Mutter verneint wurde. Drei Männer vergewaltigten Makar im Apartment und versuchten, sie mit einer Kordel zu strangulieren. Im Anschluss daran brachten sie Makar, die kaum noch bei Bewusstsein war, zu einem nahegelegenen Baugelände, wickelten sie in ein Laken und zündeten sie an, wobei das Feuer die ganze Nacht brannte. Sie wurde am nächsten Morgen noch bei Bewusstsein von einem vorbeifahrenden Motorradfahrer entdeckt und in ein Krankenhaus gebracht. 55 Prozent ihres Körpers hatten Verbrennungen, und außerdem bestand eine Lungenschädigung durch das Einatmen von Rauch.

## Medizinische Maßnahmen und Tod
Makar wurde ins Zentrum für Verbrennungen von Donezk überführt, einer modernen medizinischen Institution mit internationaler Reputation, wo ein Schweizer Chirurg sie operierte. Ihr rechter Arm und beide Füße mussten  amputiert werden, um den Knochenfraß zu stoppen.
Am 29. März 2012 starb Makar an den Folgen ihrer Verletzungen. Sie wurde am 30. März in Luch bestattet. Da sie unverheiratet starb, wurde sie in einem Brautkleid gemäß den dortigen ukrainischen Traditionen beerdigt.

## Untersuchung und Prozess
Drei Männer – Jewhen Krasnoschtschok (23), Maksym Prisjaschnjuk (24) und Artem Pogosjan (22) – wurden am 11. März 2012 verhaftet, aber Prisjaschnjuk und Pogosjan auf Polizeikaution freigelassen. Kurz danach wurde in den Medien behauptet, dass die Eltern von Prisjaschnjuk und Pogasjan ehemalige Regierungsbeamte aus dem Gebiet um Mykolajiw seien und mit Kommunalpolitikern in Verbindung ständen. Es wurde berichtet, dass Prisjaschnjuk der Adoptivsohn eines ehemaligen Leiters des Bezirksrates sei und Pogasyan der Sohn des regionalen Staatsanwalts. In ihrer Stellungnahme bestätigte die Polizei die Behauptungen hinsichtlich Prisjaschnjuk, stellte bei Pogasyans Mutter hingegen fest, dass sie Bibliothekarin ist und sein Vater vor seinem Tode im Januar 2012 Handarbeiter war. Nach Protesten auf den Straßen von Mykolajiw und anderen Städten gegen die Polizeikaution für Prisjaschnjuk und Pogosjan intervenierte der ukrainische Präsident Wiktor Janukowytsch, und ein Untersuchungsteam aus Kiew, der Hauptstadt der Ukraine, kam nach Mykolajiw. Die beiden Verdächtigen, die gegen Polizeikaution freigelassen worden waren, wurden erneut verhaftet und mindestens vier örtliche Strafverfolgungsbeamte wurden entlassen.
Am 29. März 2012 kündigte ein Sprecher des Innenministeriums an, dass alle drei Männer wegen der Vergewaltigung und Ermordung von Oksana Makar angeklagt werden und eine lebenslange Haftstrafe zu erwarten haben.
Am 24. Mai 2012 begann der öffentliche Prozess in dieser Strafsache am Zentralen Bezirksgericht Mykolajiw (Rajon Mykolajiw).
„Die Vorsitzende Richterin hat wie vorgenannt ohne jede Angabe von Gründen die Öffentlichkeit nach dem ersten Gerichtstag von dem Prozess ausgeschlossen, zudem war einer der Angeklagten ebenfalls ohne Angabe von Gründen dem ersten Prozesstag ferngeblieben.“

## Urteil vom 27. November 2012
Laut Berliner Tageszeitung wurden die Täter zu folgenden Strafen verurteilt:
- Jewhen Krasnoschtschok: lebenslänglich
- Maksym Prisjaschnjuk: 15 Jahre
- Artem Pogosjan: 14 Jahre

Die Anwälte der Mutter des Opfers gehen allerdings in Berufung, um eine höhere Strafe für Prisjaschnjuk und Pogosjan zu erreichen.

## Öffentliche Reaktionen

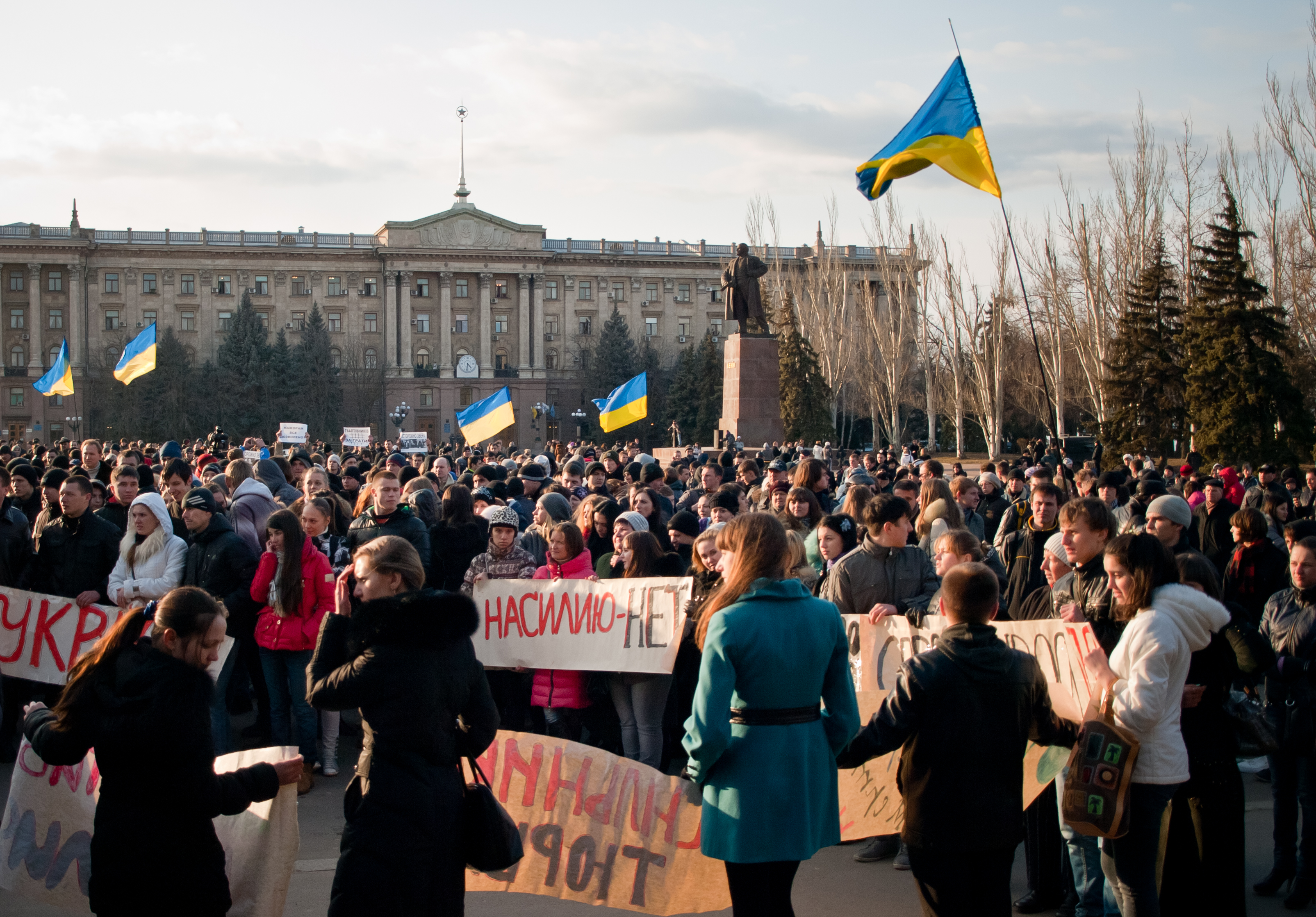
Unterstützungsdemonstration für Makar am 15. März 2012 in Mykolajiw

Das Vorgehen der Polizei wurde heftig seitens der Medien kritisiert und mündete in öffentliche Proteste in Mykolajiw, Charkiw, Lemberg und Odessa. Der Tod von Makar wurde in Verbindung gebracht mit sogenannten „Verbrechen hoher Tiere“, die entweder von den Kindern öffentlicher Beamter oder von den Beamten selbst verübt werden. Laut Tatiana Surovitskaya, der Mutter des Opfers, halfen ihr ihre Kontakte innerhalb eines der wichtigen TV-Kanäle in der Ukraine, die weitreichende anfängliche Medienberichterstattung sicherzustellen. Surovitskaya postete Filmmaterial von Makar im Krankenhaus auf YouTube, nachdem die Mediziner gezwungen gewesen waren, ihr zwei Wochen nach dem Überfall einen Arm und beide Füße zu amputieren (Diese Amputationen können deutlich in dem Video gesehen werden).
Der ukrainische Milliardär und Mitglied des Parlaments Rinat Achmetow hatte die Überführung von Makar ins Donezk-Verbrennungszentrum (finanziell) unterstützt und ebenso für den Schweizer Chirurgen.
Der Gouverneur der Oblast Mykolajiw, Nikolai Kruglow, und andere machten die Familie des verletzten Mädchens verantwortlich (siehe auch: „Vergewaltigungsmythos“): „Das Problem der Kontrolle des Kindes ist Sache der Familie. Es ist ein minderjähriges Kind, mit ihren 18 Jahren sollte es besser zur Schule gehen und lernen – ich muss dies leider so sagen.“
Rajissa Bohatyrjowa (Vize-Ministerpräsidentin der Ukraine und gleichzeitig Gesundheitsministerin) beriet sich mit Nikolai Kruglow und bat ihn jegliche erforderliche medizinische Hilfe für Oksana bereitzustellen.
Die Beraterin des Präsidenten der Ukraine, Marina Stawnitschuk, sprach den Einwohnern von Mykolajiw ihre Unterstützung aus und war gegen die anfängliche Entlassung der Verdächtigen. Sie gab bekannt, dass die Präsidentialverwaltung vom Verhalten der Beamten der Vollstreckungsbehörden, die die der Vergewaltigung und des versuchten Mordes Verdächtigten frei ließen. Die Beraterin des Präsidenten drückte des Weiteren ihren persönlichen Unglauben angesichts der Entlassung der Verdächtigen aus.
Serhij Sobolew, Parlamentsmitglied, sagte, dass „die Pressesprecherin des regionalen Polizei-Departments offensichtlich lügt“, als sie (lt. Col. Olga Perederenko) feststellte, dass „das Mädchen in einem solchen Zustand war, das keinerlei Beweismittel gewinnbar sind“. Sobolew war schockiert, dass Olga Perederenko immer noch an ihrer Position festhielt.
Während der Plenarsitzung des Parlaments der Ukraine am 14. März 2012 sagte Gennadij Sadyrko als Reaktion auf den Vorfall mit Oksana Makar, dass die Ukraine „die Todesstrafe wieder einführen“ sollte. Der Abgeordnete Oleg Ljaschko drängte seine Kollegen, das Salär eines Tages für die medizinische Behandlung von Makar zu spenden. Er äußerte auch die Meinung, man solle „Pädophile kastrieren“.
Der Sekretär des Nationalen Sicherheits- und Verteidigungsrats der Ukraine, Andrij Kljujew, drückte sein Vertrauen aus, dass die Gesetzesübertreter mit der vollen Macht der Gesetze bestraft werden. Er merkte an, dass „die Regierung adäquat auf jegliches Verbrechen antworten muss - niemand darf seiner Bestrafung entgehen, unabhängig von seiner Zugehörigkeit oder sozialem Status“.
Die Ausgezeichnete Künstlerin der Ukraine Anschelika Rudnyzka stellte fest, sie glaube nicht an die Ausführung des Befehls von Präsident Wiktor Janukowytsch die vollständige und unparteiische Untersuchung der Vergewaltigung von Oksana Makar sicherzustellen. Sie sagte: „Wenn das Strafverfolgungssystem nicht in der Lage ist, seine Bürger zu schützen und die Verantwortlichen zu strafen, muss das Volk selbst alle verfügbaren legalen Mittel nutzen, um es dazu zu zwingen.“
Nach dem Tode Makars am 29. März 2012 waren Präsident Janukowytsch und Ministerpräsident Mykola Asarow unter den ersten, die ihr Beileid aussprachen. Asarow schrieb in seinem Blog “Keine Kompromisse. Nur im Bewusstsein, dass Bestrafung unausweichlich ist, werden diese Monster davor zurückschrecken, anderer Menschen Leben und Rechte zu beeinträchtigen”.

### Kundgebungen und Spendensammlung
Am Morgen des 13. März 2012 gingen Dutzende von Einwohnern von Mykolajiw zur ersten Kundgebung in der Nähe der Polizeihauptwache. Die Kundgebung bewegte sich zum Büro des Staatsanwalts der Provinz Mykolajiw. Eine weitere Protestkundgebung wurde am Lenin-Platz abgehalten.
Am 15. März 2012 wurde eine weitere Kundgebung zur Unterstützung von Oksana Makar in der Innenstadt von Mykolajiw in der Nähe des Lenin-Platzes abgehalten, an dem wenige Tausend Menschen teilnahmen. Aufgrund der Wellen, die der Angriff auf Oksana Makar schlug, wurde ein weiterer, ähnlich gelagerter Kriminalfall aufgedeckt, bei dem möglicherweise dieselben Täter nach Oksana Makar einen weiteren Teenager, Aleksandra Popova, ebenfalls vergewaltigten und misshandelten, die am gleichen Tag ins Krankenhaus eingeliefert wurde und mehrere Wochen bewusstlos war. Die Kundgebung unterstützte sowohl Oksana Makar als auch Aleksandra Popova. Die Demonstranten, die sich am Lenin-Platz versammelten, waren in der Lage, einen Betrag von 7511 Hrywnja für die Behandlung von Oksana Makar und 6652 Hrywnja für Alexandra Popova zu sammeln. Die Allgemeinheit spendete über 1 Million Hrywnja für die Behandlung von Makar, so ihre Mutter.

### Blutspenden
Am 14/15. März 2012 spendeten mehr als 150 Bürger von Mykolajiw Blut für Oksana Makar. Nachdem sie nach Donezk überführt wurde, spendeten dort über 60 Donezker Einwohner sowie 150 Donezker Polizisten Blut.